# Marquesado de Tovar
El marquesado de Tovar fue un título nobiliario español creado por la reina regente María Cristina de Habsburgo Lorena y concedido, en nombre del rey Alfonso XIII, a favor de Ana de Torres y Romo, vi marquesa de Villamejor y vi vizcondesa de Irueste, el 19 de junio de 1893 por real decreto y el 10 de agosto del mismo año por real despacho.
En octubre de ese año se lo cedió a su hijo Rodrigo Figueroa y Torres y este consiguió la grandeza de España para el título por Real Decreto del 27 de enero de 1902 y Real Despacho del 19 de febrero del mismo año. En 1906, el rey Alfonso XIII decidió elevar la categoría de este título a ducado, creando el actual ducado de Tovar.

## Marqueses de Tovar
|                           | Titular                   | Periodo                   |
| Creación por Alfonso XIII | Creación por Alfonso XIII | Creación por Alfonso XIII |
| ------------------------- | ------------------------- | ------------------------- |
| I                         | Ana de Torres y Romo      | 1893-1893                 |
| II                        | Rodrigo Figueroa y Torres | 1893-1906                 |

## Historia de los marqueses de Tovar
I. Ana de Torres y Romo (1831-1905), i marquesa de Tovar, vi marquesa de Villamejor y vi vizcondesa de Irueste.
Casó el 23 de marzo de 1851, en Madrid, con Joaquín Ignacio de Figueroa y Mendieta, senador del reino y gran cruz de Carlos III. Le sucedió, por cesión, su hijo:
II. Rodrigo Figueroa y Torres (1866-1929), ii marqués de Tovar, i duque de Tovar y grande de España.
Casó con Amelia de Bermejillo y Martínez-Negrete, dama de la Reina Victoria Eugenia.